# چوب‌خزک بال‌ساده
چوب‌خزک بال‌ساده یا چوب‌خزک توکامانند (نام علمی: Dendrocincla turdina) یک پرنده گنجشک‌سان نیمه‌آوازخوان در زیرتیرهٔ چوب‌خزکان (Dendrocolaptinae) از تیرهٔ تنورمرغان (Furnariidae) است که در آرژانتین، برزیل و پاراگوئه یافت می‌شود.